# Callomelitta fulvicornis
Callomelitta fulvicornis är en biart som först beskrevs av Rayment 1954.  Callomelitta fulvicornis ingår i släktet Callomelitta och familjen korttungebin. Inga underarter finns listade.